# Primera División Femenina de España 2018-19
La temporada 2018-19 de la Primera División Femenina de España fue la 31.ª edición de la Primera División Femenina de España de fútbol, denominada LaLiga Iberdrola por motivos de patrocinio. Se dio inicio a la competición el 2 de septiembre de 2018 y finalizó el 5 de mayo de 2019.

## Sistema de competición
La competición la disputan 16 equipos, que juegan todos contra todos a doble partido (un partido en el campo de cada equipo), según el calendario previamente establecido por sorteo.
Los equipos puntúan en función de sus resultados: tres puntos por partido ganado, uno por el empate y ninguno por las derrotas. El club que sume más puntos al término del campeonato se proclama campeón de liga y obtiene una plaza en la Liga de Campeones Femenina para la próxima temporada, a él se le suma el segundo clasificado. Este año ha sido el primero en disputarse varias eliminatorias por todos los clubes de primera división la Copa de la Reina. Los dos últimos clasificados descienden a Segunda División.

## Ascensos y descensos
| Pos. | Descendidos de 1.ª División |
| ---- | --------------------------- |
| 15.º | Zaragoza C.F.F.             |
| 16.º | Santa Teresa Badajoz        |

| Pos. | Ascendidos de 2.ª División |
| ---- | -------------------------- |
| 1.º  | Málaga C.F.                |
| 2.º  | E.D.F. Logroño             |

## Información de los equipos
| Equipo             | Ciudad              | Entrenador            | Estadio                                       | Aforo  | Marca       | Patrocinador                       |
| ------------------ | ------------------- | --------------------- | --------------------------------------------- | ------ | ----------- | ---------------------------------- |
| Athletic Club      | Bilbao              | Joseba Agirre         | Instalaciones de Lezama                       | 2.500  | New Balance | Euskaltel                          |
| Atlético de Madrid | Madrid              | J. L. Sánchez Vera    | Miniestadio Cerro del Espino                  | 3.376  | Nike        | Herbalife                          |
| E.D.F. Logroño     | Logroño             | Héctor Blanco         | Estadio Las Gaunas                            | 16.000 | Joma        | Gesitma                            |
| Fundación Albacete | Albacete            | Carlos del Valle      | Ciudad Deportiva Andrés Iniesta               | 3.000  | Hummel      | Soliss/Nexus Energía               |
| F.C. Barcelona     | Barcelona           | Fran Sánchez          | Ciudad Deportiva Joan Gamper                  | 1.400  | Nike        | Stanley                            |
| Levante U.D.       | Valencia            | Kino García           | El Terrer                                     | 600    | Macron      | -                                  |
| Madrid C.F.F.      | Madrid              | Miguel Ángel Quejigo  | Estadio Municipal Matapiñonera                | 3.000  | Nike        | -                                  |
| Málaga C.F.        | Málaga              | Antonio Contreras     | Estadio Federación Malagueña de Fútbol        | 1.500  | Nike        | Tesesa                             |
| Rayo Vallecano     | Madrid              | Irene Ferreras        | Ciudad Deportiva Rayo Vallecano               | 2.000  | Kelme       | -                                  |
| Real Betis         | Sevilla             | María Pry             | Ciudad Deportiva Luis del Sol                 | 700    | Kappa       | -                                  |
| R. C. D. Espanyol  | Barcelona           | Joan Bacardit         | Ciutat Esportiva Dani Jarque                  | 1.520  | Kelme       | Ilumax                             |
| Real Sociedad      | San Sebastián       | Gonzalo Arconada      | Instalaciones de Zubieta                      | 2.500  | Macron      | Euskaltel                          |
| Sevilla F. C.      | Sevilla             | Francisco José García | Ciudad Deportiva José Ramón Cisneros Palacios | 5.500  | Nike        | Playtika                           |
| Sporting de Huelva | Huelva              | Antonio Toledo        | Campo Federativo de La Orden                  | 1.500  | Espartanas  | Puerto de Huelva/Instituto Español |
| U.D.G. Tenerife    | Granadilla de Abona | Pier Luigi Cherubino  | La Hoya del Pozo (El Médano)                  | 1.500  | Errea       | Egatesa/Disa                       |
| Valencia C. F.     | Valencia            | Óscar Suárez          | Estadio Municipal Antonio Puchades            | 3.000  | Adidas      | Herbolario Navarro                 |

## Equipos por comunidad autónoma
| Com. autónoma      | N.º | Equipos                                                     |
| ------------------ | --- | ----------------------------------------------------------- |
| Andalucía          | 4   | Málaga C.F., Real Betis, Sevilla F. C. y Sporting de Huelva |
| Com. de Madrid     | 3   | Atlético de Madrid, Madrid C.F.F. y Rayo Vallecano          |
| Cataluña           | 2   | F.C. Barcelona y R. C. D. Espanyol                          |
| País Vasco         | 2   | Athletic Club y Real Sociedad                               |
| Com. Valenciana    | 2   | Levante U.D. y Valencia C. F.                               |
| Islas Canarias     | 1   | U.D.G. Tenerife                                             |
| Castilla-La Mancha | 1   | Fundación Albacete                                          |
| La Rioja           | 1   | E.D.F. Logroño                                              |

## Justicia deportiva
Las árbitras de cada partido fueron designadas por una comisión creada para tal objetivo e integrada por representantes de la LFP y la RFEF. En la temporada 2018/19, las colegiadas de la categoría serán las siguientes (se muestra entre paréntesis su antigüedad en la categoría):
- Ainara Andrea Acevedo Dudley (2)  (2018)
- Beatriz Arregui Gamir (2)
- Elena Casal Fernández (2)
- Paola Cebollada López (2)
- Elena Contreras Patiño (2)
- Beatriz Cuesta Arribas (1) - debutante
- Sara Fernández Ceferino (2)
- Marta Frías Acedo (2)  (2012)
- Arantza Gallastegui Pérez (1) - debutante
- Zulema González González (2)  (2019)
- Verónica González Sánchez (2)
- Marta Huerta de Aza (2)  (2016)
- María Dolores Martínez Madrona (2)  (2017)
- Elia María Martínez Martínez (2)
- Elena Peláez Arnillas (2)
- Amy Peñalver Pearce (1) - debutante
- Victoria Petrova Borislavova (1) - debutante
- Inmaculada Prieto Martínez (2)
- Olatz Rivera Olmedo (2)
- María Romero Navarro (1) - debutante
- Ylenia Sánchez Miguel (2)
- María José Villegas Navas (2)

Notas: 

## Clasificación
| Pos. | Equipo             | Pts. | PJ | G  | E  | P  | GF | GC | Dif. | Clasificación 2019–20 |
| ---- | ------------------ | ---- | -- | -- | -- | -- | -- | -- | ---- | --------------------- |
| 1    | Atlético de Madrid | 84   | 30 | 28 | 0  | 2  | 96 | 19 | +77  | Liga de Campeones     |
| 2    | F.C. Barcelona     | 78   | 30 | 25 | 3  | 2  | 94 | 15 | +79  | Liga de Campeones     |
| 3    | Levante U.D.       | 57   | 30 | 17 | 6  | 7  | 52 | 26 | +26  |                       |
| 4    | U.D. Granadilla    | 54   | 30 | 17 | 3  | 10 | 46 | 40 | +6   |                       |
| 5    | Athletic Club      | 50   | 30 | 14 | 8  | 8  | 48 | 33 | +15  |                       |
| 6    | Real Betis         | 48   | 30 | 14 | 6  | 10 | 47 | 35 | +12  |                       |
| 7    | Real Sociedad      | 47   | 30 | 13 | 8  | 9  | 51 | 37 | +14  |                       |
| 8    | Valencia C.F.      | 35   | 30 | 8  | 11 | 11 | 41 | 53 | −12  |                       |
| 9    | R.C.D. Espanyol    | 35   | 30 | 9  | 8  | 13 | 31 | 42 | −11  |                       |
| 10   | Sevilla F.C.       | 29   | 30 | 9  | 2  | 19 | 37 | 60 | −23  |                       |
| 11   | C.D.E.F. Logroño   | 29   | 30 | 8  | 5  | 17 | 38 | 60 | −22  |                       |
| 12   | Rayo Vallecano     | 29   | 30 | 8  | 5  | 17 | 27 | 55 | −28  |                       |
| 13   | Madrid C.F.        | 27   | 30 | 8  | 3  | 19 | 31 | 65 | −34  |                       |
| 14   | S.C. Huelva        | 25   | 30 | 6  | 7  | 17 | 22 | 50 | −28  |                       |
| 15   | Málaga C.F.        | 25   | 30 | 6  | 7  | 17 | 26 | 67 | −41  | Descenso de categoría |
| 16   | Fundación Albacete | 24   | 30 | 6  | 6  | 18 | 38 | 68 | −30  | Descenso de categoría |

Actualizado a los partidos jugados el 10 de mayo de 2019.
 Fuente: La Liga, Marca
Criterios de clasificación: Puntos · Enfrentamientos directos · Diferencia de goles · Goles a favor · Puntos fair-play · Play-off.

#### Evolución de la clasificación
| | Equipo                      | Puntos | J  | G  | E  | P  | GF | GC |
| --- | --------------------------- | ------ | -- | -- | -- | -- | -- | -- |
| 1 | Club Atlético de Madrid     | 84     | 30 | 28 | 0  | 2  | 96 | 19 |
| 2 | FC Barcelona                | 78     | 30 | 25 | 3  | 2  | 94 | 15 |
| 3 | Levante UD                  | 57     | 30 | 17 | 6  | 7  | 52 | 26 |
| 4 | UD Granadilla               | 54     | 30 | 17 | 3  | 10 | 46 | 40 |
| 5 | Athletic Club               | 50     | 30 | 14 | 8  | 8  | 48 | 33 |
| 6 | Real Betis Balompié         | 48     | 30 | 14 | 6  | 10 | 47 | 35 |
| 7 | Real Sociedad de Fútbol     | 47     | 30 | 13 | 8  | 9  | 51 | 37 |
| 8 | Valencia Féminas CF         | 35     | 30 | 8  | 11 | 11 | 41 | 53 |
| 9 | RCD Espanyol de Barcelona   | 35     | 30 | 9  | 8  | 13 | 31 | 42 |
| 10 | Sevilla FC                  | 29     | 30 | 9  | 2  | 19 | 37 | 60 |
| 11 | CDEF Logroño                | 29     | 30 | 8  | 5  | 17 | 38 | 60 |
| 12 | Rayo Vallecano de Madrid    | 29     | 30 | 8  | 5  | 17 | 27 | 55 |
| 13 | Madrid CF Femenino          | 27     | 30 | 8  | 3  | 19 | 31 | 65 |
| 14 | Sporting Club de Huelva     | 25     | 30 | 6  | 7  | 17 | 22 | 50 |
| 15 | Málaga CF                   | 25     | 30 | 6  | 7  | 17 | 26 | 67 |
| 16 | Fundación Albacete Balompié | 24     | 30 | 6  | 6  | 18 | 38 | 68 |
| Fuente: Federación Española de Fútbol: Clasificación de la Primera División Femenina de Fútbol (enlace roto disponible en Internet Archive; véase el historial, la primera versión y la última).; actualización automática |                             |        |    |    |    |    |    |    |

### Tabla de resultados
| Local \ Visitante  | ATH | ATM | FCB | ESP | FUN | GRA | LEV | LOG | MAD | MGA | RAY | BET | RSO | SEV | SPH | VAL |
| ------------------ | --- | --- | --- | --- | --- | --- | --- | --- | --- | --- | --- | --- | --- | --- | --- | --- |
| Athletic Club      | —   | 2–4 | 0–1 | 1–2 | 2–0 | 2–0 | 2–0 | 4–3 | 3–0 | 0–0 | 1–0 | 2–2 | 2–1 | 6–0 | 4–0 | 2–2 |
| Atlético de Madrid | 3–0 | —   | 0–2 | 3–1 | 6–1 | 2–0 | 2–0 | 6–0 | 6–1 | 4–1 | 3–0 | 3–1 | 5–0 | 3–0 | 3–1 | 3–0 |
| Barcelona          | 2–1 | 2–1 | —   | 0–0 | 3–1 | 3–0 | 0–0 | 2–0 | 7–0 | 6–0 | 9–1 | 3–0 | 4–1 | 6–2 | 2–3 | 3–0 |
| R.C.D. Espanyol    | 1–2 | 0–1 | 0–3 | —   | 2–4 | 1–1 | 2–1 | 1–0 | 1–0 | 1–1 | 1–1 | 1–0 | 1–1 | 2–0 | 2–1 | 1–1 |
| Fundación Albacete | 0–1 | 1–4 | 1–6 | 3–2 | —   | 1–3 | 0–1 | 2–2 | 3–1 | 1–1 | 2–1 | 2–3 | 0–1 | 1–2 | 3–2 | 0–2 |
| Granadilla         | 3–1 | 1–2 | 1–0 | 2–1 | 1–0 | —   | 0–6 | 1–0 | 2–3 | 1–0 | 2–3 | 1–2 | 2–3 | 2–1 | 3–1 | 3–0 |
| Levante U.D.       | 2–0 | 0–4 | 0–1 | 4–0 | 3–1 | 3–2 | —   | 4–0 | 0–1 | 7–0 | 1–0 | 2–1 | 1–1 | 1–0 | 1–1 | 0–0 |
| Logroño            | 1–3 | 1–3 | 0–4 | 2–0 | 4–1 | 0–1 | 2–4 | —   | 2–1 | 1–2 | 3–0 | 1–0 | 2–2 | 1–2 | 2–0 | 0–0 |
| Madrid CFF         | 2–0 | 0–3 | 0–4 | 1–1 | 1–1 | 0–1 | 2–3 | 4–0 | —   | 1–0 | 0–4 | 1–3 | 0–2 | 0–1 | 3–1 | 1–1 |
| Málaga             | 0–2 | 0–4 | 0–4 | 2–1 | 4–2 | 1–3 | 0–1 | 1–1 | 2–1 | —   | 4–2 | 0–3 | 1–3 | 3–1 | 1–1 | 1–4 |
| Rayo Vallecano     | 1–1 | 0–3 | 0–4 | 1–5 | 2–0 | 0–2 | 0–1 | 1–1 | 0–1 | 1–0 | —   | 0–0 | 2–1 | 0–1 | 1–0 | 1–1 |
| Real Betis         | 0–0 | 1–2 | 0–3 | 2–0 | 3–0 | 1–2 | 0–0 | 3–2 | 3–1 | 1–1 | 3–1 | —   | 2–1 | 1–1 | 1–0 | 4–0 |
| Real Sociedad      | 2–2 | 1–3 | 2–5 | 0–0 | 1–1 | 1–1 | 1–2 | 3–0 | 3–0 | 3–0 | 2–0 | 1–0 | —   | 2–0 | 0–1 | 6–0 |
| Sevilla F.C.       | 1–2 | 1–3 | 0–2 | 0–1 | 2–4 | 0–2 | 1–0 | 3–4 | 3–0 | 5–0 | 2–0 | 2–3 | 0–2 | —   | 2–1 | 2–2 |
| Sporting Huelva    | 0–0 | 0–3 | 1–3 | 1–0 | 0–0 | 1–1 | 1–1 | 0–2 | 0–2 | 2–0 | 0–1 | 1–0 | 0–0 | 2–1 | —   | 0–2 |
| Valencia           | 0–0 | 0–4 | 0–0 | 3–0 | 2–2 | 1–2 | 1–3 | 2–1 | 5–3 | 0–0 | 1–2 | 1–4 | 0–4 | 4–1 | 6–0 | —   |

## Resultados

### Primera vuelta
| Jornada 1                      | Jornada 1 | Jornada 1          | Jornada 1                                | Jornada 1  | Jornada 1 | Jornada 1 | Jornada 1  | Jornada 1 |
| Local                          | Resultado | Visitante          | Estadio                                  | Fecha      | Hora      | Árbitra   | Amonestado | Expulsado |
| ------------------------------ | --------- | ------------------ | ---------------------------------------- | ---------- | --------- | --------- | ---------- | --------- |
| Málaga Fc                      | 0-4.      | Atl.Madrid         | Federación Malagueña de Fútbol           | 08/09/2018 | 16:00     | TBA       | 2          | 0         |
| RCD.Espanyol                   | 1-0       | R.Betis Femeninas  | Ciudad Deportiva Dani Jarque             | 08/09/2018 | 19:00     | TBA       | 0          | 0         |
| Sevilla Fc                     | 2-4       | Fundación Albacete | CD José Ramón Cisneros Palacios          | 09/09/2018 | 11:00     | TBA       | 4          | 0         |
| Madrid CFF                     | 3-1       | Sporting Huelva    | Estadio José Luis de la Hoz-Matapiñonera | 09/09/2018 | 11:00     | TBA       | 3          | 0         |
| Atlhetic Club                  | 0-1       | F.C. Barcelona     | Lezama                                   | 09/09/2018 | 12:00     | TBA       | 3          | 1         |
| Levante UD                     | 1-0       | Rayo Vallecano     | Ciudad Deportiva de Buñol                | 09/09/2018 | 12:00     | TBA       | 1          | 0         |
| UD Granadilla Tenerife Egatesa | 2-3       | Real Sociedad      | La Palmera, San Isidro                   | 09/09/2018 | 13:00     | TBA       | 4          | 1         |
| EDF Logroño                    | 0-0       | VCF femenino       | Las Gaunas                               | 09/09/2018 | 21:30     | TBA       | 1          | 0         |

| Jornada 2    | Jornada 2 | Jornada 2        | Jornada 2 | Jornada 2 | Jornada 2 | Jornada 2 | Jornada 2  | Jornada 2 |
| Local        | Resultado | Visitante        | Estadio   | Fecha     | Hora      | Árbitra   | Amonestado | Expulsado |
| ------------ | --------- | ---------------- | --------- | --------- | --------- | --------- | ---------- | --------- |
| Equipo local | vs.       | Equipo visitante | Estadio   | TBA       | TBA       | TBA       |            |           |
| Equipo local | vs.       | Equipo visitante | Estadio   | TBA       | TBA       | TBA       |            |           |
| Equipo local | vs.       | Equipo visitante | Estadio   | TBA       | TBA       | TBA       |            |           |
| Equipo local | vs.       | Equipo visitante | Estadio   | TBA       | TBA       | TBA       |            |           |
| Equipo local | vs.       | Equipo visitante | Estadio   | TBA       | TBA       | TBA       |            |           |
| Equipo local | vs.       | Equipo visitante | Estadio   | TBA       | TBA       | TBA       |            |           |
| Equipo local | vs.       | Equipo visitante | Estadio   | TBA       | TBA       | TBA       |            |           |
| Equipo local | vs.       | Equipo visitante | Estadio   | TBA       | TBA       | TBA       |            |           |

| Jornada 3    | Jornada 3 | Jornada 3        | Jornada 3 | Jornada 3 | Jornada 3 | Jornada 3 | Jornada 3  | Jornada 3 |
| Local        | Resultado | Visitante        | Estadio   | Fecha     | Hora      | Árbitra   | Amonestado | Expulsado |
| ------------ | --------- | ---------------- | --------- | --------- | --------- | --------- | ---------- | --------- |
| Equipo local | vs.       | Equipo visitante | Estadio   | TBA       | TBA       | TBA       |            |           |
| Equipo local | vs.       | Equipo visitante | Estadio   | TBA       | TBA       | TBA       |            |           |
| Equipo local | vs.       | Equipo visitante | Estadio   | TBA       | TBA       | TBA       |            |           |
| Equipo local | vs.       | Equipo visitante | Estadio   | TBA       | TBA       | TBA       |            |           |
| Equipo local | vs.       | Equipo visitante | Estadio   | TBA       | TBA       | TBA       |            |           |
| Equipo local | vs.       | Equipo visitante | Estadio   | TBA       | TBA       | TBA       |            |           |
| Equipo local | vs.       | Equipo visitante | Estadio   | TBA       | TBA       | TBA       |            |           |
| Equipo local | vs.       | Equipo visitante | Estadio   | TBA       | TBA       | TBA       |            |           |

| Jornada 4    | Jornada 4 | Jornada 4        | Jornada 4 | Jornada 4 | Jornada 4 | Jornada 4 | Jornada 4  | Jornada 4 |
| Local        | Resultado | Visitante        | Estadio   | Fecha     | Hora      | Árbitra   | Amonestado | Expulsado |
| ------------ | --------- | ---------------- | --------- | --------- | --------- | --------- | ---------- | --------- |
| Equipo local | vs.       | Equipo visitante | Estadio   | TBA       | TBA       | TBA       |            |           |
| Equipo local | vs.       | Equipo visitante | Estadio   | TBA       | TBA       | TBA       |            |           |
| Equipo local | vs.       | Equipo visitante | Estadio   | TBA       | TBA       | TBA       |            |           |
| Equipo local | vs.       | Equipo visitante | Estadio   | TBA       | TBA       | TBA       |            |           |
| Equipo local | vs.       | Equipo visitante | Estadio   | TBA       | TBA       | TBA       |            |           |
| Equipo local | vs.       | Equipo visitante | Estadio   | TBA       | TBA       | TBA       |            |           |
| Equipo local | vs.       | Equipo visitante | Estadio   | TBA       | TBA       | TBA       |            |           |
| Equipo local | vs.       | Equipo visitante | Estadio   | TBA       | TBA       | TBA       |            |           |

| Jornada 5    | Jornada 5 | Jornada 5        | Jornada 5 | Jornada 5 | Jornada 5 | Jornada 5 | Jornada 5  | Jornada 5 |
| Local        | Resultado | Visitante        | Estadio   | Fecha     | Hora      | Árbitra   | Amonestado | Expulsado |
| ------------ | --------- | ---------------- | --------- | --------- | --------- | --------- | ---------- | --------- |
| Equipo local | vs.       | Equipo visitante | Estadio   | TBA       | TBA       | TBA       |            |           |
| Equipo local | vs.       | Equipo visitante | Estadio   | TBA       | TBA       | TBA       |            |           |
| Equipo local | vs.       | Equipo visitante | Estadio   | TBA       | TBA       | TBA       |            |           |
| Equipo local | vs.       | Equipo visitante | Estadio   | TBA       | TBA       | TBA       |            |           |
| Equipo local | vs.       | Equipo visitante | Estadio   | TBA       | TBA       | TBA       |            |           |
| Equipo local | vs.       | Equipo visitante | Estadio   | TBA       | TBA       | TBA       |            |           |
| Equipo local | vs.       | Equipo visitante | Estadio   | TBA       | TBA       | TBA       |            |           |
| Equipo local | vs.       | Equipo visitante | Estadio   | TBA       | TBA       | TBA       |            |           |

| Jornada 6    | Jornada 6 | Jornada 6        | Jornada 6 | Jornada 6 | Jornada 6 | Jornada 6 | Jornada 6  | Jornada 6 |
| Local        | Resultado | Visitante        | Estadio   | Fecha     | Hora      | Árbitra   | Amonestado | Expulsado |
| ------------ | --------- | ---------------- | --------- | --------- | --------- | --------- | ---------- | --------- |
| Equipo local | vs.       | Equipo visitante | Estadio   | TBA       | TBA       | TBA       |            |           |
| Equipo local | vs.       | Equipo visitante | Estadio   | TBA       | TBA       | TBA       |            |           |
| Equipo local | vs.       | Equipo visitante | Estadio   | TBA       | TBA       | TBA       |            |           |
| Equipo local | vs.       | Equipo visitante | Estadio   | TBA       | TBA       | TBA       |            |           |
| Equipo local | vs.       | Equipo visitante | Estadio   | TBA       | TBA       | TBA       |            |           |
| Equipo local | vs.       | Equipo visitante | Estadio   | TBA       | TBA       | TBA       |            |           |
| Equipo local | vs.       | Equipo visitante | Estadio   | TBA       | TBA       | TBA       |            |           |
| Equipo local | vs.       | Equipo visitante | Estadio   | TBA       | TBA       | TBA       |            |           |

| Jornada 7    | Jornada 7 | Jornada 7        | Jornada 7 | Jornada 7 | Jornada 7 | Jornada 7 | Jornada 7  | Jornada 7 |
| Local        | Resultado | Visitante        | Estadio   | Fecha     | Hora      | Árbitra   | Amonestado | Expulsado |
| ------------ | --------- | ---------------- | --------- | --------- | --------- | --------- | ---------- | --------- |
| Equipo local | vs.       | Equipo visitante | Estadio   | TBA       | TBA       | TBA       |            |           |
| Equipo local | vs.       | Equipo visitante | Estadio   | TBA       | TBA       | TBA       |            |           |
| Equipo local | vs.       | Equipo visitante | Estadio   | TBA       | TBA       | TBA       |            |           |
| Equipo local | vs.       | Equipo visitante | Estadio   | TBA       | TBA       | TBA       |            |           |
| Equipo local | vs.       | Equipo visitante | Estadio   | TBA       | TBA       | TBA       |            |           |
| Equipo local | vs.       | Equipo visitante | Estadio   | TBA       | TBA       | TBA       |            |           |
| Equipo local | vs.       | Equipo visitante | Estadio   | TBA       | TBA       | TBA       |            |           |
| Equipo local | vs.       | Equipo visitante | Estadio   | TBA       | TBA       | TBA       |            |           |

| Jornada 8    | Jornada 8 | Jornada 8        | Jornada 8 | Jornada 8 | Jornada 8 | Jornada 8 | Jornada 8  | Jornada 8 |
| Local        | Resultado | Visitante        | Estadio   | Fecha     | Hora      | Árbitra   | Amonestado | Expulsado |
| ------------ | --------- | ---------------- | --------- | --------- | --------- | --------- | ---------- | --------- |
| Equipo local | vs.       | Equipo visitante | Estadio   | TBA       | TBA       | TBA       |            |           |
| Equipo local | vs.       | Equipo visitante | Estadio   | TBA       | TBA       | TBA       |            |           |
| Equipo local | vs.       | Equipo visitante | Estadio   | TBA       | TBA       | TBA       |            |           |
| Equipo local | vs.       | Equipo visitante | Estadio   | TBA       | TBA       | TBA       |            |           |
| Equipo local | vs.       | Equipo visitante | Estadio   | TBA       | TBA       | TBA       |            |           |
| Equipo local | vs.       | Equipo visitante | Estadio   | TBA       | TBA       | TBA       |            |           |
| Equipo local | vs.       | Equipo visitante | Estadio   | TBA       | TBA       | TBA       |            |           |
| Equipo local | vs.       | Equipo visitante | Estadio   | TBA       | TBA       | TBA       |            |           |

| Jornada 9    | Jornada 9 | Jornada 9        | Jornada 9 | Jornada 9 | Jornada 9 | Jornada 9 | Jornada 9  | Jornada 9 |
| Local        | Resultado | Visitante        | Estadio   | Fecha     | Hora      | Árbitra   | Amonestado | Expulsado |
| ------------ | --------- | ---------------- | --------- | --------- | --------- | --------- | ---------- | --------- |
| Equipo local | vs.       | Equipo visitante | Estadio   | TBA       | TBA       | TBA       |            |           |
| Equipo local | vs.       | Equipo visitante | Estadio   | TBA       | TBA       | TBA       |            |           |
| Equipo local | vs.       | Equipo visitante | Estadio   | TBA       | TBA       | TBA       |            |           |
| Equipo local | vs.       | Equipo visitante | Estadio   | TBA       | TBA       | TBA       |            |           |
| Equipo local | vs.       | Equipo visitante | Estadio   | TBA       | TBA       | TBA       |            |           |
| Equipo local | vs.       | Equipo visitante | Estadio   | TBA       | TBA       | TBA       |            |           |
| Equipo local | vs.       | Equipo visitante | Estadio   | TBA       | TBA       | TBA       |            |           |
| Equipo local | vs.       | Equipo visitante | Estadio   | TBA       | TBA       | TBA       |            |           |

| Jornada 10   | Jornada 10 | Jornada 10       | Jornada 10 | Jornada 10 | Jornada 10 | Jornada 10 | Jornada 10 | Jornada 10 |
| Local        | Resultado  | Visitante        | Estadio    | Fecha      | Hora       | Árbitra    | Amonestado | Expulsado  |
| ------------ | ---------- | ---------------- | ---------- | ---------- | ---------- | ---------- | ---------- | ---------- |
| Equipo local | vs.        | Equipo visitante | Estadio    | TBA        | TBA        | TBA        |            |            |
| Equipo local | vs.        | Equipo visitante | Estadio    | TBA        | TBA        | TBA        |            |            |
| Equipo local | vs.        | Equipo visitante | Estadio    | TBA        | TBA        | TBA        |            |            |
| Equipo local | vs.        | Equipo visitante | Estadio    | TBA        | TBA        | TBA        |            |            |
| Equipo local | vs.        | Equipo visitante | Estadio    | TBA        | TBA        | TBA        |            |            |
| Equipo local | vs.        | Equipo visitante | Estadio    | TBA        | TBA        | TBA        |            |            |
| Equipo local | vs.        | Equipo visitante | Estadio    | TBA        | TBA        | TBA        |            |            |
| Equipo local | vs.        | Equipo visitante | Estadio    | TBA        | TBA        | TBA        |            |            |

| Jornada 11   | Jornada 11 | Jornada 11       | Jornada 11 | Jornada 11 | Jornada 11 | Jornada 11 | Jornada 11 | Jornada 11 |
| Local        | Resultado  | Visitante        | Estadio    | Fecha      | Hora       | Árbitra    | Amonestado | Expulsado  |
| ------------ | ---------- | ---------------- | ---------- | ---------- | ---------- | ---------- | ---------- | ---------- |
| Equipo local | vs.        | Equipo visitante | Estadio    | TBA        | TBA        | TBA        |            |            |
| Equipo local | vs.        | Equipo visitante | Estadio    | TBA        | TBA        | TBA        |            |            |
| Equipo local | vs.        | Equipo visitante | Estadio    | TBA        | TBA        | TBA        |            |            |
| Equipo local | vs.        | Equipo visitante | Estadio    | TBA        | TBA        | TBA        |            |            |
| Equipo local | vs.        | Equipo visitante | Estadio    | TBA        | TBA        | TBA        |            |            |
| Equipo local | vs.        | Equipo visitante | Estadio    | TBA        | TBA        | TBA        |            |            |
| Equipo local | vs.        | Equipo visitante | Estadio    | TBA        | TBA        | TBA        |            |            |
| Equipo local | vs.        | Equipo visitante | Estadio    | TBA        | TBA        | TBA        |            |            |

| Jornada 12   | Jornada 12 | Jornada 12       | Jornada 12 | Jornada 12 | Jornada 12 | Jornada 12 | Jornada 12 | Jornada 12 |
| Local        | Resultado  | Visitante        | Estadio    | Fecha      | Hora       | Árbitra    | Amonestado | Expulsado  |
| ------------ | ---------- | ---------------- | ---------- | ---------- | ---------- | ---------- | ---------- | ---------- |
| Equipo local | vs.        | Equipo visitante | Estadio    | TBA        | TBA        | TBA        |            |            |
| Equipo local | vs.        | Equipo visitante | Estadio    | TBA        | TBA        | TBA        |            |            |
| Equipo local | vs.        | Equipo visitante | Estadio    | TBA        | TBA        | TBA        |            |            |
| Equipo local | vs.        | Equipo visitante | Estadio    | TBA        | TBA        | TBA        |            |            |
| Equipo local | vs.        | Equipo visitante | Estadio    | TBA        | TBA        | TBA        |            |            |
| Equipo local | vs.        | Equipo visitante | Estadio    | TBA        | TBA        | TBA        |            |            |
| Equipo local | vs.        | Equipo visitante | Estadio    | TBA        | TBA        | TBA        |            |            |
| Equipo local | vs.        | Equipo visitante | Estadio    | TBA        | TBA        | TBA        |            |            |

| Jornada 13   | Jornada 13 | Jornada 13       | Jornada 13 | Jornada 13 | Jornada 13 | Jornada 13 | Jornada 13 | Jornada 13 |
| Local        | Resultado  | Visitante        | Estadio    | Fecha      | Hora       | Árbitra    | Amonestado | Expulsado  |
| ------------ | ---------- | ---------------- | ---------- | ---------- | ---------- | ---------- | ---------- | ---------- |
| Equipo local | vs.        | Equipo visitante | Estadio    | TBA        | TBA        | TBA        |            |            |
| Equipo local | vs.        | Equipo visitante | Estadio    | TBA        | TBA        | TBA        |            |            |
| Equipo local | vs.        | Equipo visitante | Estadio    | TBA        | TBA        | TBA        |            |            |
| Equipo local | vs.        | Equipo visitante | Estadio    | TBA        | TBA        | TBA        |            |            |
| Equipo local | vs.        | Equipo visitante | Estadio    | TBA        | TBA        | TBA        |            |            |
| Equipo local | vs.        | Equipo visitante | Estadio    | TBA        | TBA        | TBA        |            |            |
| Equipo local | vs.        | Equipo visitante | Estadio    | TBA        | TBA        | TBA        |            |            |
| Equipo local | vs.        | Equipo visitante | Estadio    | TBA        | TBA        | TBA        |            |            |

| Jornada 14   | Jornada 14 | Jornada 14       | Jornada 14 | Jornada 14 | Jornada 14 | Jornada 14 | Jornada 14 | Jornada 14 |
| Local        | Resultado  | Visitante        | Estadio    | Fecha      | Hora       | Árbitra    | Amonestado | Expulsado  |
| ------------ | ---------- | ---------------- | ---------- | ---------- | ---------- | ---------- | ---------- | ---------- |
| Equipo local | vs.        | Equipo visitante | Estadio    | TBA        | TBA        | TBA        |            |            |
| Equipo local | vs.        | Equipo visitante | Estadio    | TBA        | TBA        | TBA        |            |            |
| Equipo local | vs.        | Equipo visitante | Estadio    | TBA        | TBA        | TBA        |            |            |
| Equipo local | vs.        | Equipo visitante | Estadio    | TBA        | TBA        | TBA        |            |            |
| Equipo local | vs.        | Equipo visitante | Estadio    | TBA        | TBA        | TBA        |            |            |
| Equipo local | vs.        | Equipo visitante | Estadio    | TBA        | TBA        | TBA        |            |            |
| Equipo local | vs.        | Equipo visitante | Estadio    | TBA        | TBA        | TBA        |            |            |
| Equipo local | vs.        | Equipo visitante | Estadio    | TBA        | TBA        | TBA        |            |            |

| Jornada 15   | Jornada 15 | Jornada 15       | Jornada 15 | Jornada 15 | Jornada 15 | Jornada 15 | Jornada 15 | Jornada 15 |
| Local        | Resultado  | Visitante        | Estadio    | Fecha      | Hora       | Árbitra    | Amonestado | Expulsado  |
| ------------ | ---------- | ---------------- | ---------- | ---------- | ---------- | ---------- | ---------- | ---------- |
| Equipo local | vs.        | Equipo visitante | Estadio    | TBA        | TBA        | TBA        |            |            |
| Equipo local | vs.        | Equipo visitante | Estadio    | TBA        | TBA        | TBA        |            |            |
| Equipo local | vs.        | Equipo visitante | Estadio    | TBA        | TBA        | TBA        |            |            |
| Equipo local | vs.        | Equipo visitante | Estadio    | TBA        | TBA        | TBA        |            |            |
| Equipo local | vs.        | Equipo visitante | Estadio    | TBA        | TBA        | TBA        |            |            |
| Equipo local | vs.        | Equipo visitante | Estadio    | TBA        | TBA        | TBA        |            |            |
| Equipo local | vs.        | Equipo visitante | Estadio    | TBA        | TBA        | TBA        |            |            |
| Equipo local | vs.        | Equipo visitante | Estadio    | TBA        | TBA        | TBA        |            |            |

### Segunda vuelta
| Jornada 16   | Jornada 16 | Jornada 16       | Jornada 16 | Jornada 16 | Jornada 16 | Jornada 16 | Jornada 16 | Jornada 16 |
| Local        | Resultado  | Visitante        | Estadio    | Fecha      | Hora       | Árbitra    | Amonestado | Expulsado  |
| ------------ | ---------- | ---------------- | ---------- | ---------- | ---------- | ---------- | ---------- | ---------- |
| Equipo local | vs.        | Equipo visitante | Estadio    | TBA        | TBA        | TBA        |            |            |
| Equipo local | vs.        | Equipo visitante | Estadio    | TBA        | TBA        | TBA        |            |            |
| Equipo local | vs.        | Equipo visitante | Estadio    | TBA        | TBA        | TBA        |            |            |
| Equipo local | vs.        | Equipo visitante | Estadio    | TBA        | TBA        | TBA        |            |            |
| Equipo local | vs.        | Equipo visitante | Estadio    | TBA        | TBA        | TBA        |            |            |
| Equipo local | vs.        | Equipo visitante | Estadio    | TBA        | TBA        | TBA        |            |            |
| Equipo local | vs.        | Equipo visitante | Estadio    | TBA        | TBA        | TBA        |            |            |
| Equipo local | vs.        | Equipo visitante | Estadio    | TBA        | TBA        | TBA        |            |            |

| Jornada 17   | Jornada 17 | Jornada 17       | Jornada 17 | Jornada 17 | Jornada 17 | Jornada 17 | Jornada 17 | Jornada 17 |
| Local        | Resultado  | Visitante        | Estadio    | Fecha      | Hora       | Árbitra    | Amonestado | Expulsado  |
| ------------ | ---------- | ---------------- | ---------- | ---------- | ---------- | ---------- | ---------- | ---------- |
| Equipo local | vs.        | Equipo visitante | Estadio    | TBA        | TBA        | TBA        |            |            |
| Equipo local | vs.        | Equipo visitante | Estadio    | TBA        | TBA        | TBA        |            |            |
| Equipo local | vs.        | Equipo visitante | Estadio    | TBA        | TBA        | TBA        |            |            |
| Equipo local | vs.        | Equipo visitante | Estadio    | TBA        | TBA        | TBA        |            |            |
| Equipo local | vs.        | Equipo visitante | Estadio    | TBA        | TBA        | TBA        |            |            |
| Equipo local | vs.        | Equipo visitante | Estadio    | TBA        | TBA        | TBA        |            |            |
| Equipo local | vs.        | Equipo visitante | Estadio    | TBA        | TBA        | TBA        |            |            |
| Equipo local | vs.        | Equipo visitante | Estadio    | TBA        | TBA        | TBA        |            |            |

| Jornada 18   | Jornada 18 | Jornada 18       | Jornada 18 | Jornada 18 | Jornada 18 | Jornada 18 | Jornada 18 | Jornada 18 |
| Local        | Resultado  | Visitante        | Estadio    | Fecha      | Hora       | Árbitra    | Amonestado | Expulsado  |
| ------------ | ---------- | ---------------- | ---------- | ---------- | ---------- | ---------- | ---------- | ---------- |
| Equipo local | vs.        | Equipo visitante | Estadio    | TBA        | TBA        | TBA        |            |            |
| Equipo local | vs.        | Equipo visitante | Estadio    | TBA        | TBA        | TBA        |            |            |
| Equipo local | vs.        | Equipo visitante | Estadio    | TBA        | TBA        | TBA        |            |            |
| Equipo local | vs.        | Equipo visitante | Estadio    | TBA        | TBA        | TBA        |            |            |
| Equipo local | vs.        | Equipo visitante | Estadio    | TBA        | TBA        | TBA        |            |            |
| Equipo local | vs.        | Equipo visitante | Estadio    | TBA        | TBA        | TBA        |            |            |
| Equipo local | vs.        | Equipo visitante | Estadio    | TBA        | TBA        | TBA        |            |            |
| Equipo local | vs.        | Equipo visitante | Estadio    | TBA        | TBA        | TBA        |            |            |

| Jornada 19   | Jornada 19 | Jornada 19       | Jornada 19 | Jornada 19 | Jornada 19 | Jornada 19 | Jornada 19 | Jornada 19 |
| Local        | Resultado  | Visitante        | Estadio    | Fecha      | Hora       | Árbitra    | Amonestado | Expulsado  |
| ------------ | ---------- | ---------------- | ---------- | ---------- | ---------- | ---------- | ---------- | ---------- |
| Equipo local | vs.        | Equipo visitante | Estadio    | TBA        | TBA        | TBA        |            |            |
| Equipo local | vs.        | Equipo visitante | Estadio    | TBA        | TBA        | TBA        |            |            |
| Equipo local | vs.        | Equipo visitante | Estadio    | TBA        | TBA        | TBA        |            |            |
| Equipo local | vs.        | Equipo visitante | Estadio    | TBA        | TBA        | TBA        |            |            |
| Equipo local | vs.        | Equipo visitante | Estadio    | TBA        | TBA        | TBA        |            |            |
| Equipo local | vs.        | Equipo visitante | Estadio    | TBA        | TBA        | TBA        |            |            |
| Equipo local | vs.        | Equipo visitante | Estadio    | TBA        | TBA        | TBA        |            |            |
| Equipo local | vs.        | Equipo visitante | Estadio    | TBA        | TBA        | TBA        |            |            |

| Jornada 20   | Jornada 20 | Jornada 20       | Jornada 20 | Jornada 20 | Jornada 20 | Jornada 20 | Jornada 20 | Jornada 20 |
| Local        | Resultado  | Visitante        | Estadio    | Fecha      | Hora       | Árbitra    | Amonestado | Expulsado  |
| ------------ | ---------- | ---------------- | ---------- | ---------- | ---------- | ---------- | ---------- | ---------- |
| Equipo local | vs.        | Equipo visitante | Estadio    | TBA        | TBA        | TBA        |            |            |
| Equipo local | vs.        | Equipo visitante | Estadio    | TBA        | TBA        | TBA        |            |            |
| Equipo local | vs.        | Equipo visitante | Estadio    | TBA        | TBA        | TBA        |            |            |
| Equipo local | vs.        | Equipo visitante | Estadio    | TBA        | TBA        | TBA        |            |            |
| Equipo local | vs.        | Equipo visitante | Estadio    | TBA        | TBA        | TBA        |            |            |
| Equipo local | vs.        | Equipo visitante | Estadio    | TBA        | TBA        | TBA        |            |            |
| Equipo local | vs.        | Equipo visitante | Estadio    | TBA        | TBA        | TBA        |            |            |
| Equipo local | vs.        | Equipo visitante | Estadio    | TBA        | TBA        | TBA        |            |            |

| Jornada 21   | Jornada 21 | Jornada 21       | Jornada 21 | Jornada 21 | Jornada 21 | Jornada 21 | Jornada 21 | Jornada 21 |
| Local        | Resultado  | Visitante        | Estadio    | Fecha      | Hora       | Árbitra    | Amonestado | Expulsado  |
| ------------ | ---------- | ---------------- | ---------- | ---------- | ---------- | ---------- | ---------- | ---------- |
| Equipo local | vs.        | Equipo visitante | Estadio    | TBA        | TBA        | TBA        |            |            |
| Equipo local | vs.        | Equipo visitante | Estadio    | TBA        | TBA        | TBA        |            |            |
| Equipo local | vs.        | Equipo visitante | Estadio    | TBA        | TBA        | TBA        |            |            |
| Equipo local | vs.        | Equipo visitante | Estadio    | TBA        | TBA        | TBA        |            |            |
| Equipo local | vs.        | Equipo visitante | Estadio    | TBA        | TBA        | TBA        |            |            |
| Equipo local | vs.        | Equipo visitante | Estadio    | TBA        | TBA        | TBA        |            |            |
| Equipo local | vs.        | Equipo visitante | Estadio    | TBA        | TBA        | TBA        |            |            |
| Equipo local | vs.        | Equipo visitante | Estadio    | TBA        | TBA        | TBA        |            |            |

| Jornada 22   | Jornada 22 | Jornada 22       | Jornada 22 | Jornada 22 | Jornada 22 | Jornada 22 | Jornada 22 | Jornada 22 |
| Local        | Resultado  | Visitante        | Estadio    | Fecha      | Hora       | Árbitra    | Amonestado | Expulsado  |
| ------------ | ---------- | ---------------- | ---------- | ---------- | ---------- | ---------- | ---------- | ---------- |
| Equipo local | vs.        | Equipo visitante | Estadio    | TBA        | TBA        | TBA        |            |            |
| Equipo local | vs.        | Equipo visitante | Estadio    | TBA        | TBA        | TBA        |            |            |
| Equipo local | vs.        | Equipo visitante | Estadio    | TBA        | TBA        | TBA        |            |            |
| Equipo local | vs.        | Equipo visitante | Estadio    | TBA        | TBA        | TBA        |            |            |
| Equipo local | vs.        | Equipo visitante | Estadio    | TBA        | TBA        | TBA        |            |            |
| Equipo local | vs.        | Equipo visitante | Estadio    | TBA        | TBA        | TBA        |            |            |
| Equipo local | vs.        | Equipo visitante | Estadio    | TBA        | TBA        | TBA        |            |            |
| Equipo local | vs.        | Equipo visitante | Estadio    | TBA        | TBA        | TBA        |            |            |

| Jornada 23   | Jornada 23 | Jornada 23       | Jornada 23 | Jornada 23 | Jornada 23 | Jornada 23 | Jornada 23 | Jornada 23 |
| Local        | Resultado  | Visitante        | Estadio    | Fecha      | Hora       | Árbitra    | Amonestado | Expulsado  |
| ------------ | ---------- | ---------------- | ---------- | ---------- | ---------- | ---------- | ---------- | ---------- |
| Equipo local | vs.        | Equipo visitante | Estadio    | TBA        | TBA        | TBA        |            |            |
| Equipo local | vs.        | Equipo visitante | Estadio    | TBA        | TBA        | TBA        |            |            |
| Equipo local | vs.        | Equipo visitante | Estadio    | TBA        | TBA        | TBA        |            |            |
| Equipo local | vs.        | Equipo visitante | Estadio    | TBA        | TBA        | TBA        |            |            |
| Equipo local | vs.        | Equipo visitante | Estadio    | TBA        | TBA        | TBA        |            |            |
| Equipo local | vs.        | Equipo visitante | Estadio    | TBA        | TBA        | TBA        |            |            |
| Equipo local | vs.        | Equipo visitante | Estadio    | TBA        | TBA        | TBA        |            |            |
| Equipo local | vs.        | Equipo visitante | Estadio    | TBA        | TBA        | TBA        |            |            |

| Jornada 24   | Jornada 24 | Jornada 24       | Jornada 24 | Jornada 24 | Jornada 24 | Jornada 24 | Jornada 24 | Jornada 24 |
| Local        | Resultado  | Visitante        | Estadio    | Fecha      | Hora       | Árbitra    | Amonestado | Expulsado  |
| ------------ | ---------- | ---------------- | ---------- | ---------- | ---------- | ---------- | ---------- | ---------- |
| Equipo local | vs.        | Equipo visitante | Estadio    | TBA        | TBA        | TBA        |            |            |
| Equipo local | vs.        | Equipo visitante | Estadio    | TBA        | TBA        | TBA        |            |            |
| Equipo local | vs.        | Equipo visitante | Estadio    | TBA        | TBA        | TBA        |            |            |
| Equipo local | vs.        | Equipo visitante | Estadio    | TBA        | TBA        | TBA        |            |            |
| Equipo local | vs.        | Equipo visitante | Estadio    | TBA        | TBA        | TBA        |            |            |
| Equipo local | vs.        | Equipo visitante | Estadio    | TBA        | TBA        | TBA        |            |            |
| Equipo local | vs.        | Equipo visitante | Estadio    | TBA        | TBA        | TBA        |            |            |
| Equipo local | vs.        | Equipo visitante | Estadio    | TBA        | TBA        | TBA        |            |            |

| Jornada 25   | Jornada 25 | Jornada 25       | Jornada 25 | Jornada 25 | Jornada 25 | Jornada 25 | Jornada 25 | Jornada 25 |
| Local        | Resultado  | Visitante        | Estadio    | Fecha      | Hora       | Árbitra    | Amonestado | Expulsado  |
| ------------ | ---------- | ---------------- | ---------- | ---------- | ---------- | ---------- | ---------- | ---------- |
| Equipo local | vs.        | Equipo visitante | Estadio    | TBA        | TBA        | TBA        |            |            |
| Equipo local | vs.        | Equipo visitante | Estadio    | TBA        | TBA        | TBA        |            |            |
| Equipo local | vs.        | Equipo visitante | Estadio    | TBA        | TBA        | TBA        |            |            |
| Equipo local | vs.        | Equipo visitante | Estadio    | TBA        | TBA        | TBA        |            |            |
| Equipo local | vs.        | Equipo visitante | Estadio    | TBA        | TBA        | TBA        |            |            |
| Equipo local | vs.        | Equipo visitante | Estadio    | TBA        | TBA        | TBA        |            |            |
| Equipo local | vs.        | Equipo visitante | Estadio    | TBA        | TBA        | TBA        |            |            |
| Equipo local | vs.        | Equipo visitante | Estadio    | TBA        | TBA        | TBA        |            |            |

| Jornada 26   | Jornada 26 | Jornada 26       | Jornada 26 | Jornada 26 | Jornada 26 | Jornada 26 | Jornada 26 | Jornada 26 |
| Local        | Resultado  | Visitante        | Estadio    | Fecha      | Hora       | Árbitra    | Amonestado | Expulsado  |
| ------------ | ---------- | ---------------- | ---------- | ---------- | ---------- | ---------- | ---------- | ---------- |
| Equipo local | vs.        | Equipo visitante | Estadio    | TBA        | TBA        | TBA        |            |            |
| Equipo local | vs.        | Equipo visitante | Estadio    | TBA        | TBA        | TBA        |            |            |
| Equipo local | vs.        | Equipo visitante | Estadio    | TBA        | TBA        | TBA        |            |            |
| Equipo local | vs.        | Equipo visitante | Estadio    | TBA        | TBA        | TBA        |            |            |
| Equipo local | vs.        | Equipo visitante | Estadio    | TBA        | TBA        | TBA        |            |            |
| Equipo local | vs.        | Equipo visitante | Estadio    | TBA        | TBA        | TBA        |            |            |
| Equipo local | vs.        | Equipo visitante | Estadio    | TBA        | TBA        | TBA        |            |            |
| Equipo local | vs.        | Equipo visitante | Estadio    | TBA        | TBA        | TBA        |            |            |

| Jornada 27   | Jornada 27 | Jornada 27       | Jornada 27 | Jornada 27 | Jornada 27 | Jornada 27 | Jornada 27 | Jornada 27 |
| Local        | Resultado  | Visitante        | Estadio    | Fecha      | Hora       | Árbitra    | Amonestado | Expulsado  |
| ------------ | ---------- | ---------------- | ---------- | ---------- | ---------- | ---------- | ---------- | ---------- |
| Equipo local | vs.        | Equipo visitante | Estadio    | TBA        | TBA        | TBA        |            |            |
| Equipo local | vs.        | Equipo visitante | Estadio    | TBA        | TBA        | TBA        |            |            |
| Equipo local | vs.        | Equipo visitante | Estadio    | TBA        | TBA        | TBA        |            |            |
| Equipo local | vs.        | Equipo visitante | Estadio    | TBA        | TBA        | TBA        |            |            |
| Equipo local | vs.        | Equipo visitante | Estadio    | TBA        | TBA        | TBA        |            |            |
| Equipo local | vs.        | Equipo visitante | Estadio    | TBA        | TBA        | TBA        |            |            |
| Equipo local | vs.        | Equipo visitante | Estadio    | TBA        | TBA        | TBA        |            |            |
| Equipo local | vs.        | Equipo visitante | Estadio    | TBA        | TBA        | TBA        |            |            |

| Jornada 28   | Jornada 28 | Jornada 28       | Jornada 28 | Jornada 28 | Jornada 28 | Jornada 28 | Jornada 28 | Jornada 28 |
| Local        | Resultado  | Visitante        | Estadio    | Fecha      | Hora       | Árbitra    | Amonestado | Expulsado  |
| ------------ | ---------- | ---------------- | ---------- | ---------- | ---------- | ---------- | ---------- | ---------- |
| Equipo local | vs.        | Equipo visitante | Estadio    | TBA        | TBA        | TBA        |            |            |
| Equipo local | vs.        | Equipo visitante | Estadio    | TBA        | TBA        | TBA        |            |            |
| Equipo local | vs.        | Equipo visitante | Estadio    | TBA        | TBA        | TBA        |            |            |
| Equipo local | vs.        | Equipo visitante | Estadio    | TBA        | TBA        | TBA        |            |            |
| Equipo local | vs.        | Equipo visitante | Estadio    | TBA        | TBA        | TBA        |            |            |
| Equipo local | vs.        | Equipo visitante | Estadio    | TBA        | TBA        | TBA        |            |            |
| Equipo local | vs.        | Equipo visitante | Estadio    | TBA        | TBA        | TBA        |            |            |
| Equipo local | vs.        | Equipo visitante | Estadio    | TBA        | TBA        | TBA        |            |            |

| Jornada 29   | Jornada 29 | Jornada 29       | Jornada 29 | Jornada 29 | Jornada 29 | Jornada 29 | Jornada 29 | Jornada 29 |
| Local        | Resultado  | Visitante        | Estadio    | Fecha      | Hora       | Árbitra    | Amonestado | Expulsado  |
| ------------ | ---------- | ---------------- | ---------- | ---------- | ---------- | ---------- | ---------- | ---------- |
| Equipo local | vs.        | Equipo visitante | Estadio    | TBA        | TBA        | TBA        |            |            |
| Equipo local | vs.        | Equipo visitante | Estadio    | TBA        | TBA        | TBA        |            |            |
| Equipo local | vs.        | Equipo visitante | Estadio    | TBA        | TBA        | TBA        |            |            |
| Equipo local | vs.        | Equipo visitante | Estadio    | TBA        | TBA        | TBA        |            |            |
| Equipo local | vs.        | Equipo visitante | Estadio    | TBA        | TBA        | TBA        |            |            |
| Equipo local | vs.        | Equipo visitante | Estadio    | TBA        | TBA        | TBA        |            |            |
| Equipo local | vs.        | Equipo visitante | Estadio    | TBA        | TBA        | TBA        |            |            |
| Equipo local | vs.        | Equipo visitante | Estadio    | TBA        | TBA        | TBA        |            |            |

| Jornada 30   | Jornada 30 | Jornada 30       | Jornada 30 | Jornada 30 | Jornada 30 | Jornada 30 | Jornada 30 | Jornada 30 |
| Local        | Resultado  | Visitante        | Estadio    | Fecha      | Hora       | Árbitra    | Amonestado | Expulsado  |
| ------------ | ---------- | ---------------- | ---------- | ---------- | ---------- | ---------- | ---------- | ---------- |
| Equipo local | vs.        | Equipo visitante | Estadio    | TBA        | TBA        | TBA        |            |            |
| Equipo local | vs.        | Equipo visitante | Estadio    | TBA        | TBA        | TBA        |            |            |
| Equipo local | vs.        | Equipo visitante | Estadio    | TBA        | TBA        | TBA        |            |            |
| Equipo local | vs.        | Equipo visitante | Estadio    | TBA        | TBA        | TBA        |            |            |
| Equipo local | vs.        | Equipo visitante | Estadio    | TBA        | TBA        | TBA        |            |            |
| Equipo local | vs.        | Equipo visitante | Estadio    | TBA        | TBA        | TBA        |            |            |
| Equipo local | vs.        | Equipo visitante | Estadio    | TBA        | TBA        | TBA        |            |            |
| Equipo local | vs.        | Equipo visitante | Estadio    | TBA        | TBA        | TBA        |            |            |

## Televisión
Los canales de televisión  y  retrasmiten 4 partidos de la liga por jornada, normalmente los más destacados de cada jornada.

## Datos y estadísticas

### Máximas goleadoras
| Pos.           | Jugadora         | Club               | Goles |
| -------------- | ---------------- | ------------------ | ----- |
| 1.ª            | Jennifer Hermoso | Atlético de Madrid | 24    |
| 2.ª            | Charlyn Corral   | Levante U.D.       | 20    |
| 3.ª            | Nahikari García  | Real Sociedad      | 16    |
| 3.ª            | Alexia Putellas  | F.C. Barcelona     | 16    |
| 5.ª            | Alba Redondo     | Fundación Albacete | 14    |
| Fuente: LaLiga |                  |                    |       |

### Máximas asistentes
| Pos. | Jugadora        | Club               | Asistencias |
| ---- | --------------- | ------------------ | ----------- |
| 1.ª  | Ángela Sosa     | Atlético de Madrid | 14          |
| 2.ª  | Alexia Putellas | F.C. Barcelona     | 8           |
| 2.ª  | Amanda Sampedro | Atlético de Madrid | 8           |
| 2.ª  | Sonia Bermúdez  | Levante U.D.       | 8           |
| 2.ª  | Erika Vázquez   | Athletic Club      | 8           |

### Porteras menos goleadas
| Pos. | Jugadora | Club | Goles Encajados | Partidos | Cociente |
| ---- | -------- | ---- | --------------- | -------- | -------- |

### Tarjetas amarillas
| Pos. | Jugadora         | Club               | Asistencias |
| ---- | ---------------- | ------------------ | ----------- |
| 1.ª  | Melanie Serrano  | F.C. Barcelona     | 2           |
| 2.ª  | Kheira Hamraoui  | F.C. Barcelona     | 1           |
| 2.ª  | Jennifer Hermoso | Atlético de Madrid | 1           |
| 2.ª  | Aurélie Kaci     | Atlético de Madrid | 1           |
| 2.ª  | Pachu            | Sporting de Huelva | 1           |

### Tarjetas rojas
| Pos. | Jugadora         | Club                     | Asistencias |
| ---- | ---------------- | ------------------------ | ----------- |
| 1.ª  | Melanie Serrano  | F.C. Barcelona           | 1           |
| 1.ª  | María José Pérez | U.D. Granadilla Tenerife | 1           |

### Tripletes o más
| Jugadora | Goles | Equipo | Rival | Resultado | Jornada | Ref. |
| -------- | ----- | ------ | ----- | --------- | ------- | ---- |

### Jugadora de la jornada
| Jornada | Jugadora           | Equipo              | Ref.   |
| ------- | ------------------ | ------------------- | ------ |
| 1º      | Alba Redondo       | Fundación Albacete  | [ 7 ]  |
| 2º      | Pauleta            | Fundación Albacete  | [ 8 ]  |
| 3º      | Amanda Sampedro    | Atlético de Madrid  | [ 9 ]  |
| 4º      | Bea Parra          | Real Betis Balompié | [ 10 ] |
| 5º      | Lucía García       | Athletic Club       | [ 11 ] |
| 6º      | Esther González    | Atlético de Madrid  | [ 12 ] |
| 7º      | Vanesa Santana     | E.D.F. Logroño      | [ 13 ] |
| 8º      | Laia Aleixandri    | Atlético de Madrid  | [ 14 ] |
| 9º      | Estela Fernández   | Madrid C.F.F.       | [ 15 ] |
| 10º     | Alba Redondo       | Fundación Albacete  | [ 16 ] |
| 11º     | Priscila Borja     | Real Betis Balompié | [ 17 ] |
| 12º     | Ángela Sosa        | Atlético de Madrid  | [ 18 ] |
| 13º     | Erika Vázquez      | Athletic Club       | [ 19 ] |
| 14º     | Sheila García      | Rayo Vallecano      | [ 20 ] |
| 15º     | Charlyn Corral     | Levante U.D.        | [ 21 ] |
| 16º     | Núria Mendoza      | Real Sociedad       | [ 22 ] |
| 17º     | Elena Linari       | Atlético de Madrid  | [ 23 ] |
| 18º     | Jennifer Hermoso   | Atlético de Madrid  | [ 24 ] |
| 19º     | Débora García      | Valencia C. F.      | [ 25 ] |
| 20º     | Elena de Toro      | Fundación Albacete  | [ 26 ] |
| 21º     | Sara Serrat        | Sporting de Huelva  | [ 27 ] |
| 22º     | Macarena Portales  | Sevilla F. C.       | [ 28 ] |
| 23º     | Raquel Pinel       | Sevilla F. C.       | [ 29 ] |
| 24º     | Jade Boho          | E.D.F. Logroño      | [ 30 ] |
| 25º     | Estela Fernández   | Madrid C.F.F        | [ 31 ] |
| 26º     | Eli del Estal      | R. C. D. Espanyol   | [ 32 ] |
| 27º     | Carla Bautista     | Real Sociedad       | [ 33 ] |
| 28º     | Jade Boho          | E.D.F. Logroño      | [ 34 ] |
| 29º     | Sladjana Bulatovic | Fundación Albacete  | [ 35 ] |
| 30.º    |                    |                     | [ 36 ] |

### Datos de anotaciones
- Primer gol de la temporada: Málaga C.F. 0-1 Atlético de Madrid (Ludmila Da Silva)

- Último gol de la temporada:

- Gol más rápido: Jennifer Hermoso (Atlético de Madrid) min. 3: Atlético de Madrid 6-0 E.D.F. Logroño

- Gol más tardío: Paloma Fernández (R. C. D. Espanyol) min. 94: R. C. D. Espanyol 1-0 Real Betis Féminas

- Mayor número de goles marcados en un partido: Sevilla F. C. 2-4 Fundación Albacete

- Mayor victoria de local: Atlético de Madrid 6-0 E.D.F. Logroño

- Mayor victoria de visitante: Málaga C.F. 0-4 Atlético de Madrid